# Аксаково (Ульяновская область)
Аксаково — село в Майнском городском поселении Майнского района Ульяновской области России.

## География
Село расположено в 10 км к северо-западу от райцентра Майна, на реке Майдан, правом притоке реки Майна.

## История
В 1673 году синбирянин Иван Петрович Аксаков бил челом царю Алексею Михайловичу об отводе ему 70 четвертей земли, которую он нашёл в Синбирском уезде, на крымской стороне, за валом, как дополнительный надел к его первоначальной даче. 14 августа 1673 года была подписана его сыну Алексею Аксакову, а уже через четыре года здесь впервые упоминается поселение «со крестьяны и двором помещиковым». В 1678 году, у синбирянина Матвея Алексеевича Аксакова уже числится, на речке Майне, деревня Аксакова: 4 двора задворных людей и 4 двора крестьянских, в них 24 человека.
Первоначально называлось Троицким, по имени церкви Живоначальной Троицы, построенной не позднее 1690 году, а также Безымянным (Безымянка). Другая церковь была построена и освящена в 1731 году митрополитом Казанским Селиверстом. Затем, в 1791 году, Тимофей Степанович Аксаков построил деревянную церковь, которая в 1888 году, по ветхости, разобрана и на её месте поставлена новая церковь во имя Живоначальной Троицы, с приделом во имя св. Николая Чудотворца.
При создании Симбирского наместничества в 1780 году село Троицкое Аксаково тож, помещиковых крестьян, вошло в состав Тагайского уезда.
Во время генерального межевания, в 1795 году село Аксаково принадлежало трём помещикам: а) артиллерии майорше Екатерине Никаноровне Воейковой (57 дворов, в них 169 мужч. и 169 жён.); б) тит. сов. Тимофею Степановичу Аксакову (28 дворов, в них 99 муж. и 99 жён.) и в) коллегии иностранных дел переводчику Николаю Ильичу Татаринову) (9 дворов, в них 28 муж. и 30 жён.); да кроме того подпоручик Иван Петрович Сущов имел здесь землю без крестьян. В общем владении помянутых лиц состояло 5726 дес. 2303 саж. земли.
При специальном межевании, в 1849 году, генеральная дача села Аксакова распалась на три участка: 1) в селе Аксакове остался только один гвардии прапорщик Аркадий Тимофеевич Аксаков (4408 десят. 293 саж.); у него был здесь господский дом, с дворовыми 10 муж. и 8 жен., да крестьянских дворов 91, в них 352 муж. 35 жен.; 2) жене его Анне Степановне. отчислено было 1240 дес. 1224 саж., к незадолго перед тем основанной деревне Безымянке и 3) участок флота лейтенанта Петра Ивановича Сущова, в 78 дес. 786 саж., почти исключительно лес, отмежёван к сельцу Сущовке.                                                                                                                                                    
В 1859 году село Аксаково находилось в Симбирском уезде Симбирской губернии, в котором было: православная церковь и кирпичный завод.
От Аркадия Тимофеевича Аксакова унаследовал его сын, тит. сов. Николай Аркадьевич который, по разделу с матерью Анною Степановною и братом Николаем, получил, в 1867 году, при с. Аксакове, 2842 десятины и постепенно продал их: а) в 1875 году, крест. Гордею Денисову и Никите Сомову — 125 дес. ибо саж., б) в 1882 году, жене поручика Варваре Николаевне Руммель — 864 дес. 2320 саж., а в 1885 году эту землю купил полковник Дмитрий Николаевич Карсаков; от него, в 1895 году, имение перешло к Государственному Дворянскому Земельному Банку, который, в 1900 году, продал его купцу Константину Фомичу Рыликову и в) в 1886 году купила 1893 десятины вдова дворянина Екатерина Ивановна Гречкина.
Школа открыта в 1873 году.
В 1897 году село Аксаково в Кадыковской волости Симбирском уезде Симбирской губернии.
В феврале 1917 года аксаковские крестьяне насильно захватили имение помещицы Лихачёвой и разделили между собой хлеб, скот, сельскохозяйственный инвентарь.
В конце августа 1918 года здесь были замечены разведывательные части «Белых», а в начале сентября находился рубеж 1-го Курского полка Симбирской Железной дивизии, который 9 сентября начал наступление на Симбирск через Комаровку, Опалиху и Кротовку.
В 1928 году в селе были созданы два товарищества по совместной обработке земли «Труд» и «Крест», в 1929 году основан колхоз имени Сталина, затем он был реорганизован в колхоз имени Куйбышева. Летом 2001 года на его базе возникло ООО «Аксаково».
С 2005 года село входит в Майнское городское поселение.
24 февраля 2021 года в селе состоялось освящение куполов храма Святой Троицы Живоначальной, ныне Свято-Троицкий скит женского монастыря Архангела Михаила с. Аксаково.

## Население
| Год  | Число дворов | Число жителей | Примечания                                                                 |
| ---- | ------------ | ------------- | -------------------------------------------------------------------------- |
| 1678 | 8            | 24            |                                                                            |
| 1780 |              | 466           | Ревизских душ                                                              |
| 1859 | 101          | 810           | Церковь православная 1. Завод кирпичный 1.                                 |
| 1897 | 193          | 1026          | церковь, школа                                                             |
| 1900 | 193          | 1026          | 506 мужчин и 520 женщин                                                    |
| 1913 | 199          | 1100          | 6 ветряных мельниц, земское училище, Троицкая церковь, винокуренный завод. |
| 1996 |              | 139           |                                                                            |
| 2010 |              | 45            |                                                                            |
| 2013 |              | 40            |                                                                            |

## Известные жители
- В селе родился и похоронен Ф. П. Дедаев, организатор советской власти в этих местах, прапорщик, комбат 1-го Симбирского полка Железной дивизии, погибший в одном из боёв Гражданской войны[11].
- В семье местного крестьянина родился писатель Фёдор Сергеевич Чёрный (Синицын, 1867—1922)[12].
- В Аксаковской школе работали учителями М. П. Марсова и Е. И. Митяева, награждённые орденом Ленина.

## Достопримечательности
- С 1988 года ежегодно в день рождения С. Т. Аксакова проводятся региональные литературные праздники, которые проходят в старинном мемориальном парке и каменном строении времён Аксаковых. Село Аксаково в книге С. Т. Аксакова «Детские годы Багрова-внука» названа как «Старое Багрово».
- В 1994 году создан Дом-музей С. Т. Аксакова и открыт культурно-экологический центр.
- Не забыт на родине Аксаково писатель из крестьян Ф. С. Синицин-Чёрный (1868—1922), автор книги «Тени жизни», многих рассказов и очерков[13].
- В 2010 году на базе усадьбы Аксаковых прошла вторая смена социокультурного проекта «Начни с себя», направленного на привлечение общественности к проблемам сохранения культурного наследия региона. Форматом работы был выбран проектно-трудовой лагерь для студентов-культурологов, музееведов, архитекторов.
- С 2010 года в Майнском районе реализуется проект Малое Аксаковское кольцо, включающее в себя обязательное посещение родового поместья — село Аксаково. Для различных категорий населения мы разработали программы. Название программ разнообразное, для всех возрастов и категорий населения: «Путешествие с Аленьким цветочком», «Сказки ключницы Пелагеи, к Аксакову заветною тропой», «Аленький цветочек собирает друзей», «Жизнь и быт детей в русской усадьбе конца 18 века», «О красоте русского слова», «Коса-девичья краса», «Фабрика мастеров»[14].

- С 2013 года в рамках праздника проходят три фестиваля: авторской песни «Аленький цветочек», «Малая театральная провинция», фестиваль любительских короткометражных фильмов о малой родине «Аксаковские россыпи»[14].
- В 2016 году в селе Аксаково прошёл 29-й традиционный праздник «Аксаковская осень»[14].
- 11 декабря 2018 года в рамках проекта «Симбирское-Ульяновское литературное кольцо» в с. Аксаково, на месте бывшего родового имения Аксаковых, был установлен памятный знак — символический «верстовой столб»[15].

Объектами культурного наследия на территории села являются:
- усадьба Аксакова (позднее — купца Вьюгина) конца XIX века[11],
- могила протоиерея Е. А. Алексеевского[11],
- ряд построек хозяйственного и бытового назначения (крестьянские дома, усадьбы, общественный амбар) конца XIX века[11],
- здание приходской церкви 1888 года постройки[11].
- Восточнее села находятся карстовые озёра, а в 2,5 км к северу — Аксаковское болото, уникальный водоём (болото) — особо охраняемая природная территория[16]. Окружающие его леса — центр биоразнообразия лесных, таёжных и болотных элементов флоры и фауны с редкими видами растений и животных, где запрещена всякая хозяйственная деятельность[4].
- Родник «Утоли усталость»[17].

## Инфраструктура
В середине 1990-х гг. в Аксакове действовали: кооперативное хозяйство имени Куйбышева, Дом культуры и библиотека, отделение связи, школа и детский сад, которые позднее, но в связи с отрицательными демографическими показателями, были закрыты.